# Гора Хрестів

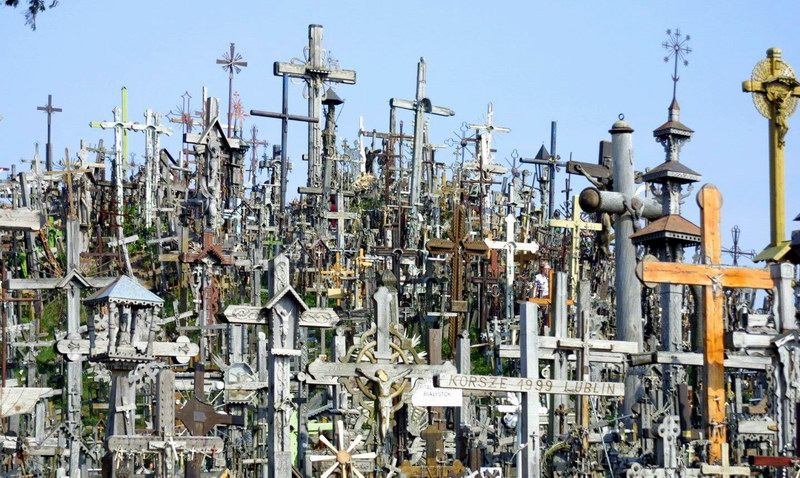
Вигляд на Гору Хрестів

56°0′55″ пн. ш. 23°25′0″ сх. д. / 56.01528° пн. ш. 23.41667° сх. д.
Гора Хрестів — католицька святиня в Литві, місце паломництва. Розташована за 12 кілометрів від міста Шяуляй по дорозі Вільнюс—Рига. Є пагорбом, на якому встановлено безліч хрестів, загальна кількість яких складає приблизно п'ятдесят тисяч.
У наш час[коли?] на Горі хрестів можна знайти хрести будь-яких видів: від величезних дерев'яних хрестів заввишки до декількох метрів, до натільних хрестиків, кетягами яких обвішані більші хрести. Одне розп'яття було встановлене Папою Римським Іоанном Павлом II під час його візиту до Литви 7 вересня 1993 року. Цей жест зробив Гору Хрестів відомою у всьому католицькому світі, що привело до значного збільшення кількості паломників і туристів, які відвідують гору . Зараз на горі встановлюють хрести не тільки католики, але і представники інших християнських конфесій. Крім того, нещодавно тут з'явився священний символ іншої, нехристиянської релігії — на одному з почесних місць був встановлений позолочений юдейський шестигранник.

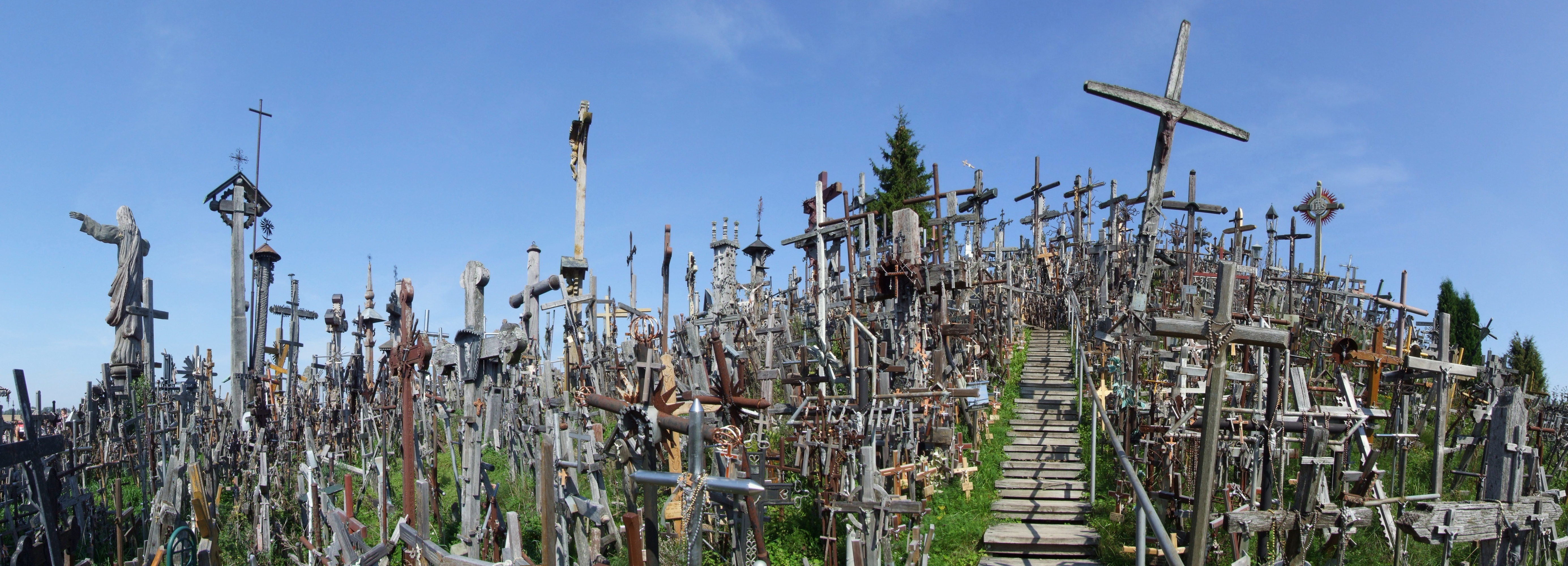
Панорама Гори Хрестів

Ця гора являє собою меморіал жертвам насильницьких депортацій з Литви, які буди здійснені радянським тоталітарним режимом у 1940 - 1941 роках та після Другої Світової війни. У останньому випадку йдеться передусім про операцію "Весна" (1947 р.), в результаті якої було вивезено більше 100 тис. осіб. Його розпочали створювати у 1990х роках колективними зусиллями нащадків вивезених литовських патріотів. Кожен хрест символізує одну мученицьку долю людини, насильно розлученої з рідною землею. Зараз на Горі Хрестів знаходиться близько 50 тисяч хрестів, звезених з усієї країни. 
Це унікальний у своїй пронизливості меморіал жертвам анти-людяної політики тоталітарного сталінського режиму. 